# 谷衛政
谷 衛政（たに もりまさ）は、安土桃山時代から江戸時代前期にかけての武将、大名。丹波国山家藩の第2代藩主。

## 生涯
慶長3年（1598年）、初代藩主・谷衛友の四男として誕生。
寛永4年（1627年）、父・衛友が死去。家督相続の際には、末子・衛冬への相続を望む衛友の遺命を巡って江戸幕府や肥後細川家が関与して紛糾したが、寛永5年（1628年）に幕命により衛政が跡を継いだ。またそれに伴い、山家藩1万6000石のうち弟や甥らにそれぞれ分知したため、藩の石高は1万石となった。
寛文2年（1662年）、65歳で死去。嫡男の衛利は早世しており、跡を衛利の長男の衛広が継いだ。

## 系譜
- 父：谷衛友（1563年 - 1628年）
- 母：木下氏
- 正室：山口氏
  - 長男：谷衛利（1614年 - 1652年）
  - 四男：谷衛則（主膳）
- 生母不明の子女
  - 次男：谷衛次
  - 三男：谷衛庭
  - 五男：谷衛吉
  - 六男：伝十郎
  - 七男：三四郎
  - 八男：高原仲頼 - 交代寄合。瀬戸内海の直島・男木島・女木島領主2千石。[1]
  - 女子：猪子長兵衛室
  - 女子：東條長矩室 - 旗本。[2]
  - 女子：遠山吉十郎室
  - 女子：天野雄正室 - 旗本。[3]